# Al-Mustariha
Al-Mustariha (arab. المستريحة) – wieś w Syrii, w muhafazie Idlib. W 2004 roku liczyła 294 mieszkańców.